# Dansk geværeksercits
Dansk geværeksercits – eller våbeneksercits – kan ikke udøves med forsvarets gevær m/96, derfor bruges m/95[kilde mangler].
Basiseksercits med gevær, er ret/rør og præsenter gevær, disse lærer alle værnepligtige, dog lærer man ved Den Kongelige Livgarde også udvidet geværeksercits, såsom:
- Gevær i hvil (herfra, gevær på højre skulder)
- Gevær i hvil (som fører)
- Gevær i arm
- Gevær ved fod (gevær ved fod kan dog ikke komme hvis gevær er på højre skulder – derfra skal der først komme en gevær i hvil)
- Gevær over højre skulder
- Bajonet på/bort (kommandoen gives: "Så gælder det bajonet, bajonet på/bort")

| Militær | Spire Denne artikel om militær er en spire som bør udbygges. Du er velkommen til at hjælpe Wikipedia ved at udvide den. |